# Petrified Forest Road
La Petrified Forest Road est une route touristique dans les comtés d'Apache et de Navajo, en Arizona, dans le sud-ouest des États-Unis. Longue de 28 milles, elle est entièrement située dans le parc national de Petrified Forest, une aire protégée du National Park Service dont elle dessert les principales attractions, notamment le Painted Desert Community Complex, la Painted Desert Inn et le Rainbow Forest Museum.